# Hohenkirchen (Türingia)
Hohenkirchen település Németországban, azon belül Türingiában. Lakosainak száma 698 fő (2017. december 31.). Hohenkirchen Leinatal községgel határos.

## Népesség
A település népességének változása:

| 2017 | 698 |